# 白民
白民（はくみん）は中国に伝わる伝説上の人種である。古代中国では西方に位置する国に棲んでいたとされる。

## 概説
古代中国の地理書『山海経』の海外西経によると、白民国は長股国の南、沃民国の北にあり、白民人は人間の姿をしているがとても白いという。
『山海経』の大荒東経によると、白民たちは古代中国の帝・帝俊の子孫で姓は銷（しょう）、キビを食し、鳥・トラ・ヒョウ・クマ・ヒグマを使役することが出来たという。

## 白民の登場する作品
『鏡花縁』
白民国が旅の途中に舞台として登場する。国中は白い土、白いミョウバンの山、白い花、白い建造物、白い衣服で占められている一面の白色であると設定されている。また、白民たちは非常に清楚で美しく、おしゃれが好きで諸国の中では装飾にかける情熱が随一であるともされている。